# Sebastián de Covarrubias
Sebastián de Covarrubias y Orozco (Toledo, 7 gennaio 1539 – Cuenca, 8 ottobre 1613) è stato un lessicografo, crittografo e presbitero spagnolo.
Canonico della cattedrale di Cuenca per più di trent'anni, divenne celebre soprattutto per aver redatto il dizionario Tesoro della lingua castigliana o spagnola.

## Dati biografici
Il padre di Sebastián e del suo fratello Juan de Horozco y Covarrubias, Sebastián de Horozco (1510-1579), era un converso e figlio della marrana María de Soto. La madre, María Valero de Covarrubias Leyva, al contrario, era di migliore lignaggio secondo i criteri dell'epoca, essendo nata nel seno di una famiglia cristiana di grande prestigio che includeva teologi, architetti e artigiani. Il nonno materno infatti era il ricamatore Marcos de Covarrubias, fratello del grande architetto Alonso de Covarrubias. I due figli di don Alonso erano Diego (1512-1577) e Antonio (1524-1602), importanti teologi e giuristi, oltre che uomini di grande peso e importanza politica, tanto da rappresentare la Spagna al Concilio di Trento. Un altro fratello era Juan de Covarrubias, canonico nella Cattedrale di Salamanca, che ha aiutato Sebastián nei suoi studi per diventare canonico prebendario (cioè con diritto di reddito) nella stessa cattedrale.
Quello che sarebbe diventato un famoso lessicografo studiò tra il 1565 e il 1573 a Salamanca, dove visse con il già citato prozio Juan de Covarrubias nella Chiesa di Salamanca. Nel momento appropriato, Juan rinunciò all'incarico di canonico "in favore del pronipote", che dunque si fece sacerdote. Divenne in seguito cappellano di corte di Filippo II, consulente del Sant'Uffizio e canonico della Cattedrale di Cuenca, incarico quest'ultimo che svolse per più di trent'anni. Nel 1595 venne nominato Commissario Apostolico addetto alla retorica per i moriscos.

## Opera
Nel 1610 Sebastián si ammalò gravemente, ma, ripresosi, diede alle stampe un'opera classica della letteratura emblematica, gli Emblemi morali (1610). Scrisse anche il Tratado de cifras e una traduzione delle Satire e delle Epistole di Orazio che non si sono però conservate. Ciò nonostante, è conosciuto soprattutto per un monumentale dizionario, il Tesoro della lingua castigliana o spagnola (1611), la migliore opera lessicografica pubblicata cronologicamente tra il dizionario spagnolo-latino di Antonio de Nebrija (1492) e il Dizionario di Autorità della Reale Accademia Spagnola  (1726-1739). La sua consultazione continua ad essere utile per stabilire significati alla letteratura classica del Secolo d'Oro spagnolo.

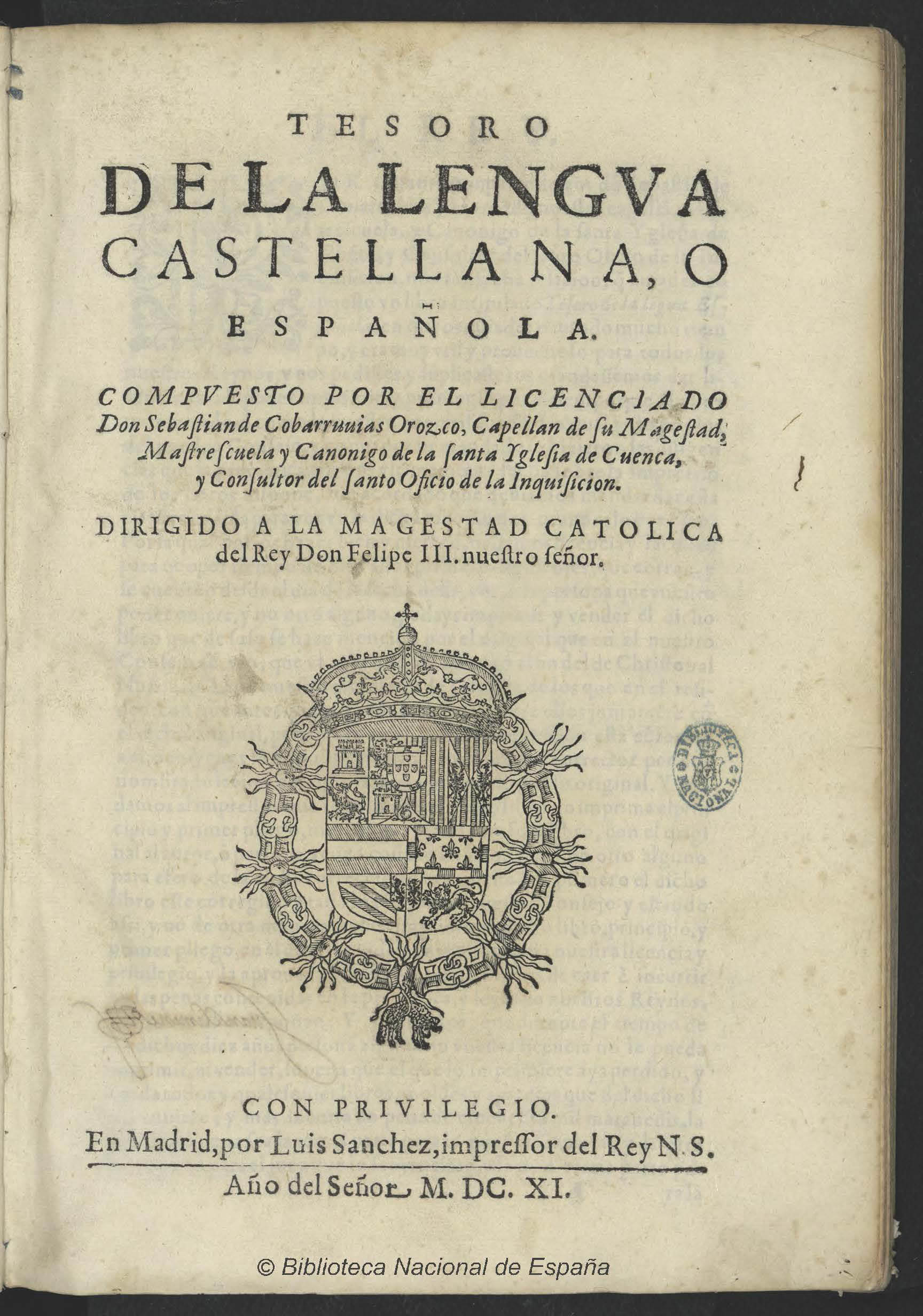
Frontespizio del "Tesoro della lingua castigliana" di de Covarrubias del 1611. Biblioteca Nazionale di Spagna

Sebbene la sezione etimologica di questo dizionario sia ampiamente stata superata, il Tesoro di Covarrubias si rivela l'opera di un umanista che non si accontenta solo di dare una secca ed asciutta menzione delle accezioni delle parole, ma ne disserta anche con grazia ed erudizione, apportando talvolta proverbi, modi di dire ed aneddoti letterari al medesimo lemma. Lo stesso autore ha composto un Suplemento al Tesoro che non è riuscito a stampare ma che è stato modificato in tempi moderni. Nel 1673 il padre Benito Remigio Noydens ristampò il Tesoro con modifiche personali.